# Idaea rupicolaria
Idaea rupicolaria là một loài bướm đêm trong họ Geometridae.